# Rycerz z Cyber Baśni
Rycerz z Cyber Baśni lub Mały wojownik (ang. The Toy Warrior) – południowokoreański film animowany.
Film miał w Polsce swoją premierę w Kinie Cartoon Network w Wielką Sobotę, 15 kwietnia 2006 roku o godz. 19:00 w Cartoon Network.
Film wydano również na DVD w wersji lektorskiej pod tytułem Rycerz z Cyber Baśni.

## Fabuła
Bohaterem filmu jest chłopiec o imieniu Jerry (ang. Jinoo), szóstoklasista, który przenosi się do Krainy Zabawek. Za pomocą Kamienia Wojowników zmienia się w swoją ulubioną zabawkę, którą jest Mały wojownik.

## Obsada amerykańska
- Mona Marshall – Jerry
- Julie Maddalena – Sheryl
- Mari Daniel – Ping
- Ron Allen – Archi
- Richard George – Władca Ciemności
- Dick Smallberries Jr. – Jason
- Rafael Antonio – Billy
- John Smallberries – Livingstone – właściciel sklepu z zabawkami
- Joey D'Auria – Grumps
- Joan Carol O’Connel – Mama
- Jim Taggert – Tata
- Michael Sorich –
  - Odo,
  - Zegarek
- Beau Billingsly – Dyrektor

oraz
- Jane Allen
- Ardwright Chamberlain
- Jennifer Sekiguchi

## Wersja polska

### Dubbing
Wersja polska: SDI Media Polska

Udział wzięli:
- Grzegorz Drojewski – Jerry
- Jolanta Wilk – Sheryl
- Jan Aleksandrowicz – Archi
- Tomasz Bednarek – Jason
- Anna Apostolakis – Ping
- Leszek Zduń – Żołnierzyk
- Jarosław Domin –
  - Odo,
  - Zegarek
- Jacek Czyż –
  - Stary Grumps,
  - Władca Ciemności
- Agnieszka Fajlhauer – Nauczycielka Jerry’ego
- Paweł Szczesny – Livingstone – właściciel sklepu z zabawkami
- Tomasz Jarosz –
  - Billy,
  - Mały wojownik

i inni

### Wersja lektorska
Wersja polska: dla TIM Film Studio – DubbFilm

Tekst: Ksymena Rzemek

Czytał: Paweł Bukrewicz